# Luis Marotte
Luis Marotte (Montevideo, 14 ottobre 1944) è un ex calciatore uruguaiano, di ruolo centrocampista.

## Caratteristiche tecniche
Era un regista, non particolarmente portato nella marcatura ma abile nell'impostare il gioco.

## Carriera
Uruguaiano di nascita, si trasferì negli Stati Uniti d'America ove gioca nei Rochester Lancers, club della North American Soccer League. Nella stagione 1970 con i Lancers si aggiudicò il torneo battendo i Washington Darts. Marotte giocò da titolare entrambi gli incontri delle finali.
La stagione seguente raggiunge le semifinali del torneo, perdendole contro i futuri campioni del Dallas Tornado.
Nella North American Soccer League 1974 passa ai neonati L.A. Aztecs, con cui si aggiudica il torneo battendo ai rigori in finale, giocata da titolare, i Miami Toros.
Nella stagione 1975 è in forza ai S.A. Thunder, voluto dal suo allenatore Alex Perolli che già lo aveva allenato ai Lancers ed agli Aztecs. Dopo un primo tentativo di passare ai Thunder nel settembre 1974, fu ceduto nell'ambito di una maxi-operazione di mercato che vide coinvolti altri sei Aztecs in direzione San Antonio. Con i texani non riesce a superare la fase a gironi del torneo.
Nel torneo 1976 torna agli Aztecs, con cui supera la fase a gironi, venendo però eliminato con il suo club ai turni di spareggio dei Dallas Tornado.
Chiude la carriera agli Oakland Buccaneers, squadra dell'American Soccer League, con cui non riuscì ad accedere ai playoff per il titolo.

## Palmarès
- Campionato NASL: 2

Rochester Lancers: 1970
Los Angeles Aztecs: 1974